# Feliceto
 Feliceto  là một xã ở tỉnh Haute-Corse trên đảo Corse, Pháp. Xã này có diện tích 15,25 km², dân số năm 1999 là 197 người. Khu vực này có độ cao 300 mét trên mực nước biển.